# Tweede Kamerverkiezingen 1986/Kandidatenlijst/CPN
Dit is de kandidatenlijst voor de Tweede Kamerverkiezingen 1986 van de CPN. De partij had een lijstverbinding met de PSP en de PPR.

## De lijst
1. Ina Brouwer - 50.628 stemmen
2. Eveline Eshuis - 2.451
3. Marius Ernsting - 787
4. Rieme Wouters - 200
5. Geert Lameris - 622
6. Jan Berghuis - 147
7. Tara Oedayraj Singh Varma - 563
8. Johan Bommerson - 111
9. Anne-Miek Pijpers - 100
10. John Geelen - 170
11. Ulferd Bruseker - 80
12. regionale kandidaten
13. regionale kandidaten
14. Corita Homma - 54
15. regionale kandidaten
16. regionale kandidaten
17. Rob Philip - 42
18. regionale kandidaten
19. regionale kandidaten
20. regionale kandidaten
21. Herman Meijer - 65
22. regionale kandidaten
23. Hanneke Jagersma - 129
24. regionale kandidaten
25. Joop Mantel - 31
26. Nel van Dijk - 31
27. Rosa Sala - 27
28. regionale kandidaten
29. regionale kandidaten
30. Tineke van den Klinkenberg - 167

## Regionale kandidaten
Elf van de dertig plaatsen op de lijst waren per kieskring of stel kieskringen verschillend ingevuld.

### 's-Hertogenbosch
1. Anneke de Leeuw - 1[1]
2. Hekon Pasman - 2[1]
3. Bart Blokzijl - 1[2]
4. Jeannette van Beuzekom - 0[3]
5. Pans van de Veen - 3[4]
6. Bart van den Eijnde - 72
7. Bep Spa - 1[1]
8. Wiel Janssen - 19
9. Annel van Houts - 0[5]
10. Anne Veenstra - 1[6]
11. Daniël Engelsman - 1[3]

### Tilburg, Amsterdam, Middelburg, Leeuwarden, Groningen, Assen, Maastricht, Lelystad
1. Anneke de Leeuw - 29[1]
2. Hekon Pasman - 8[1]
3. Bart Blokzijl - 37[2]
4. Jeannette van Beuzekom - 17[3]
5. Pans van de Veen - 43[4]
6. Henny Willems - 8[7]
7. Bep Spa - 13[1]
8. Henk Onderwater - 9[4]
9. Annel van Houts - 8[5]
10. Anne Veenstra - 21[6]
11. Daniël Engelsman - 21[3]

### Arnhem
1. Jacques Bogers - 4
2. Henk Koning - 8
3. Carla Hoorn-van Empelen - 2
4. Jeannette van Beuzekom - 5[3]
5. Theo Beneder - 6
6. Henny Willems - 1[7]
7. Bep Spa - 4[1]
8. Hannie van Brakel - 0
9. Roel van Hezel - 0
10. Ton Hobo - 6
11. Daniël Engelsman - 1[3]

### Nijmegen
1. Mart Peters - 10
2. Marjan Lucas - 12
3. René Tabak - 5
4. Jeannette van Beuzekom - 0[3]
5. Bea Jonker - 7
6. Henk de Jong - 2
7. Bep Spa - 1[1]
8. Chris Verhaak - 8
9. Hans Bunkers - 2
10. Jo Heiligers - 3
11. Daniël Engelsman - 0[3]

### Rotterdam
1. Mirian Zimmerman - 64
2. Hekon Pasman - 6[1]
3. Roel van Veldhuizen - 59
4. Jeannette van Beuzekom - 3[3]
5. Joke van der Zwaard - 29
6. Rien Kroon - 1[2]
7. Hil Blanken - 13
8. Arthur Boelsma - 13
9. Annel van Houts - 1[5]
10. Teun Twigt - 7
11. Daniël Engelsman - 0[3]

### 's-Gravenhage
1. Henk de Haan - 56
2. Hekon Pasman - 4[1]
3. Vera Wijnker - 32
4. Jeannette van Beuzekom - 2[3]
5. Pans van de Veen - 2[4]
6. Henny Willems - 0[7]
7. Bep Spa - 3[1]
8. Henk Onderwater - 0[4]
9. Annel van Houts - 0[5]
10. Anne Veenstra - 1[6]
11. Daniël Engelsman - 1[3]

### Leiden
1. Anneke de Leeuw - 3[1]
2. Hekon Pasman - 22[1]
3. Baap van Egmond - 23
4. Jeannette van Beuzekom - 13[3]
5. Pans van de Veen - 0[4]
6. Ab van Praag - 3
7. Coby Glimmerveen - 4
8. Roel Bouman - 4
9. Annel van Houts - 1[5]
10. Anne Veenstra - 2[6]
11. Daniël Engelsman - 0[3]

### Dordrecht
1. Tonneke Verwaard - 11
2. Hekon Pasman - 1[1]
3. Willy Verbakel - 15
4. Jeannette van Beuzekom - 1[3]
5. Els van Driel-Stek - 8
6. Jan Selderbeek - 4
7. Ankie van der Linde-van der Biezen - 7
8. Han Quak - 6
9. Annel van Houts - 0[5]
10. Rien Kroon - 7[2]
11. Daniël Engelsman - 0[3]

### Den Helder
1. Anneke de Leeuw - 41[1]
2. Gerrit Zeilemaker - 72
3. Joop Knukkel - 22
4. Jeannette Algra - 16
5. Wim Nieuwenhuijse - 31
6. Jaap Lok - 13
7. Liesbeth Wever - 13
8. Henk Onderwater - 24[4]
9. Nelly Wuis - 16
10. Gerrit de Vries - 4
11. Rie Hille-Geugjes - 23

### Haarlem
1. Anneke de Leeuw - 4[1]
2. Ed Kruithof - 29
3. Pieter Elbers - 10
4. Jeannette van Beuzekom - 2[3]
5. Iede de Vries - 9
6. Willem de Bruin - 5
7. Rie Spakman-Wentink - 18
8. Henk Onderwater - 1[4]
9. Annel van Houts - 0[5]
10. Anne Veenstra - 0[6]
11. Daniël Engelsman - 3[3]

### Utrecht
1. Elly van Eijk - 16
2. Ger Hoogenberg - 38
3. Joop Geerligs - 6
4. Jeannette van Beuzekom - 19[3]
5. Saskia Bolten - 20
6. Nils Buis - 12
7. Jeanne van den Heuvel - 16
8. Bram IJzerman - 6
9. Corinne Collette - 10
10. Anne Veenstra - 1[6]
11. Daniël Engelsman - 0[3]

### Zwolle
1. Joop Schepers - 52
2. Henny Willems - 8[7]
3. Bep Spa - 34[1]
4. Jeannette van Beuzekom - 5[3]
5. Pans van de Veen - 2[4]
6. Joop Schinkel - 6
7. Anneke de Leeuw - 0[1]
8. Henk Onderwater - 0[4]
9. Annel van Houts - 0[5]
10. Anne Veenstra - 1[6]
11. Daniël Engelsman - 0[3]

PvdA · CDA · VVD · D66 · PSP · SGP · CPN · PPR · RPF · GPV · EVP · AR'85 · Centrumdemocraten · Federatieve Groenen · VCN · Centrumpartij · PGI · SP · Partij voor Ambtenaren en Trendvolgers · Lijst 19 (kieskring 9) · God Met Ons · Partij voor de Middengroepen · Loesje · Humanistische Partij · SAP · Partij Algemeen Belang · Lijst 27
1918 · 1922 · 1925 · 1929 · 1933 · 1937 · 1946 · 1948 · 1952 · 1956 · 1959 · 1963 · 1967 · 1971 · 1972 · 1977 · 1981 · 1982 · 1986 · 1989